# 蘆洲大囍市社區縱火案
蘆洲大囍市社區縱火案，又稱大囍市縱火案或大囍市社區大火，是一起發生於2003年8月31日凌晨時分的火災。事發於臺灣臺北縣蘆洲市（今新北市蘆洲區）大囍市社區，G、H兩棟大樓起火燃燒，波及70餘戶合一百多人，導致16人死亡，68人受傷。大樓在9月7日修復完畢，住戶於9月8日起遷回社區。
此火災促使了幾項法規的修改，自2005年起，八層以上的住宅都要興建兩座安全梯，地方政府也開始在狹小巷弄劃設紅線，以利消防通道暢行。

## 背景
大囍市社區是位於臺灣臺北縣蘆洲市的住宅大樓社區，是1990年代早期典型的臺灣電梯住宅大樓社區。
1993年8月，富仁建設公司於政府實施建築容積率管制政策之前，取得建築執照，於蘆洲水湳溝南岸地段興建大囍市社區。社區基地西南一角與較寬的未開闢都市計畫道路相接，臺北縣政府依此核准該社區可興建地上8層，1995年11月落成啟用:54。該社區為地上8層、地下1層之鋼筋混凝土構造建築物，分為四幢八棟，依序名為A、B、C至J棟，合250戶住宅單位。社區沒有設置足夠的停車位。
富仁建設售後移交事宜與居民存有糾紛，社區管理委員會財務困難，住戶無人擔任管理委員會委員，公共設施乏人維護。:111
為了滿足住戶的停車需求，G棟及H棟共用的一樓門廳被改為穿堂，居民習於將速克達停放於門廳改造的穿堂內，這使得這兩棟樓唯一出入口的火載量甚大。事故發生的位置是社區西北側G、H棟連幢大樓，G棟有一道平行雙跑樓梯、一座電梯，H棟有一組剪刀梯、兩座電梯。
2003年6月，邱春生與徐瑞琴夫婦遷入大囍市社區。此前，徐曾於2002年在先前的住所意圖洩漏瓦斯自殺未遂。2003年8月底，邱徐兩人再次激烈爭吵，徐點燃松香油自焚而釀成該場火災。

## 火災事故過程

### 火災發生
2003年8月30日晚，大囍市G棟一樓住戶邱春生與徐瑞琴夫婦與友人外出至大排檔聚餐飲酒，而後前往KTV唱歌，深夜返回大囍市社區住處。2003年8月31日凌晨，邱、徐兩人在酒後發生激烈爭吵。1時52分，妻子徐瑞琴試圖點燃松香油自焚，邱春生制止她，奪下松香油放於屋外。55分徐瑞琴趁邱春生不留意，獨自至屋外打開松香油大量潑淋在身上，以打火機點燃自焚。:34

### 擴大為車輛火災、建築物火災
由於大量松香油漫流在大囍市中庭，火焰順流地面之松香油，迅速引燃停放在穿堂內的64輛速克達，引發車輛火災。64輛速克達的油箱存有燃油，被形容為引爆一座油槽，火勢極速成長。:35火羽流驟然升高，沿G、H兩棟穿堂旁的外牆向上點燃外牆可燃物，經外牆的窗臺侵入二樓以上居室，形成建築物火災。火亦封住G、H兩棟共用之出口，速克達燃燒產生的高溫濃煙灌入梯間，蒸騰而上。濃煙在數分鐘內阻斷該棟二樓以上逃生通道，再經梯間侵入部分不防火及未關閉家門的住戶單位。:23

### 報案及救援行動

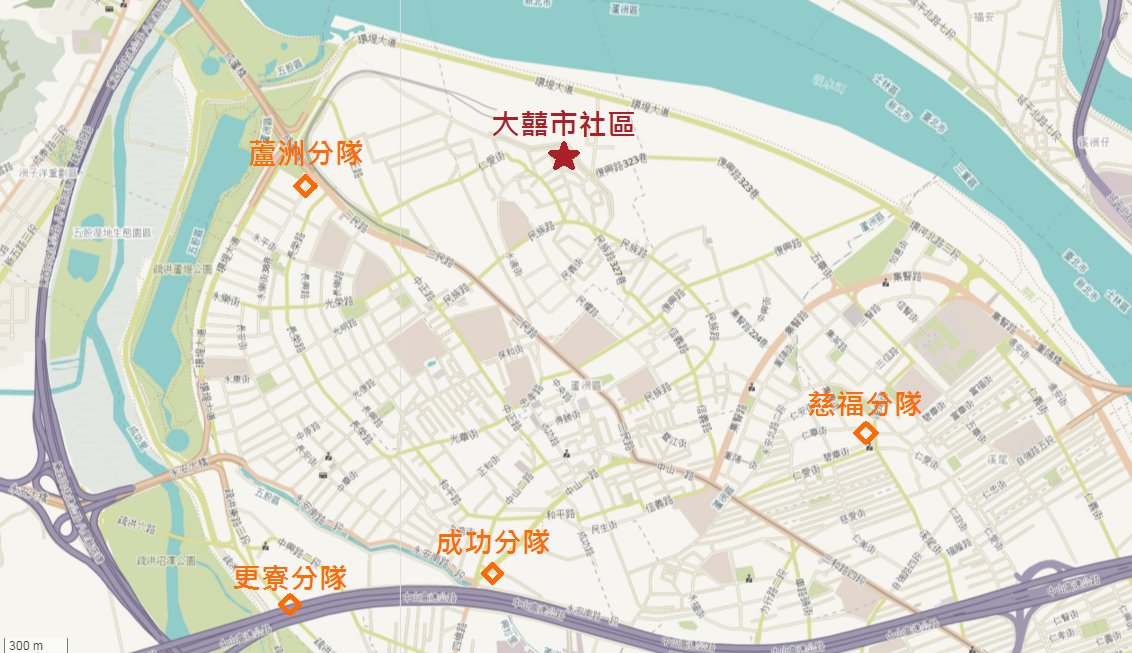
獲報後，消防隊蘆洲、成功、慈福分隊立刻馳往救援

1時50分許，樓上鄰居受到劇烈爭執聲驚擾，撥打110向警局報案，起火後才有人撥打119通報失火。:188臺北縣政府消防局蘆洲、成功、慈福分隊分別於2時1分、2分、6分抵達，火羽流已使8樓窗台燃燒:13:35。消防隊見狀立刻請求增援。:35未久，臺北縣政府消防局局長顏振嘉趕抵現場，指揮搶救；臺北縣政府衛生局也於前進指揮所旁成立緊急醫療站。:39由於巷道狹窄限制雲梯車施救，消防隊自大樓之四面架設雙節梯與掛梯攀爬而上，救出三樓以下受困人員。:39有民人升起停在一旁的吊車，施救人員乘吊籃至H棟西側後方相鄰鐵皮屋頂架梯，撤離二十多人下樓。:A4大火燒了約40分鐘，至2時30分，一至四樓火勢漸獲控制。火勢一度延燒附近大樓，至2時45分，火勢再度受到控制。3時許，有高樓的受困人士使用鄰居的緩降設施，游繩而下，勉力求生，多人墜地重傷。:36:653時30分，臺北縣縣長蘇貞昌自板橋市縣長官邸親赴火場指揮。火勢於4時6分確認完全熄滅，大樓3戶完全燒毀，14戶半毀。:39-40
事發當晚，至少有120名居民位於G、H棟之內。勤指中心接獲報案電話給予「人趕快出來」、「往頂樓疏散」等回答:108。大部分家戶因關門待救而生還。少數人闖入充滿濃煙的梯間逃生，吸入濃煙昏迷重傷或死亡。另一些則因火及濃煙經家戶門窗侵入而有死傷。:6:22最終救出112人，13人死亡、20人重傷、51人輕傷。獲救者有3人住院數日後傷重不治。:40、109總計出動警察、消防、替代役、民力285人，消防車輛55部。:38

## 火災善後

### 安置受災戶及修復受損大樓
火災使一百多人無家可歸，災後由臺北縣政府及慈善團體對受災戶展開安排及救濟，縣長蘇貞昌力求儘速修復大樓，讓受災戶返家過中秋節。8月31日，颱風杜鵑自巴士海峽略過臺灣，災區出現風雨。臺北縣政府衛生局在清海宮活動中心開設收容中心，隨後將災戶安置於荷堤汽車旅館。:154-158三星營造及雙喜建設義助修復受損的大樓，臺北縣政府於9月7日完成水電供應及建築物整建，並重新裝上消防逃生設備，8日舉辦災戶入宅洗淨祈福儀式。社區在臺北縣政府指導下成立管理委員會，改善停車問題。三陽工業向受災戶捐贈62輛輕型速克達。

## 影響

### 責任追究
由於縱火者徐瑞琴數日後傷重過世，無法對其追究責任，受災戶轉向縱火者的丈夫邱春生求償責任。刑事部分，一審因過失致死判處一年十個月，二審改判兩年。民事部分，犯罪被害人保護協會主動協助被害人向邱春生求償，但邱與孩子皆拋棄繼承徐之遺產。監察院對內政部及臺北縣政府提起糾正案。
邱春生另於2014年2月因酒後駕車遭警方攔檢，觸犯公共危險罪，臺灣新北地方法院判處三個月徒刑，得易科罰金。

### 流行文化因素及模仿犯
臺灣社會輿論出現對自焚縱火案的反思，政界、醫界、宗教界、消防單位紛紛表態，討論電視流行文化與縱火案增加的關聯。在大囍市火災之前，三立臺灣臺一齣高收視率的八點檔連續劇《臺灣霹靂火》於2002年6月至2003年7月播出，於此案發生前不久進入劇情高潮大結局。劇中反派角色劉文聰的人物設定，時常口出揚言將作案之語「送你一桶汽油、一枝番仔火」廣為流傳，成為流行語，更多次演出縱火作為報復手段，向觀眾起了示範作用。:173播出後不久，縱火案在臺灣顯著增加。大囍市火災事故及隨後的臺中大里健康國宅、清水縱火案，均是《臺灣霹靂火》播出後縱火案增加的最顯著案例。:173:A11
2014年2月，新北市永和區成功路一段停放在騎樓與人行道的機車遭縱火，引燃53輛速克達，延燒7棟公寓釀災，造成一人死亡，消防人員視為大囍市火災的翻版。

### 巷弄劃設消防通道
大囍市火災事發現場的巷弄狹窄，大型機具與消防車隊施救困難。監察院對行政院內政部及臺北縣政府未規劃及保持消防救難通道暢通，提起了糾正。臺北縣政府於9月底開始實施「巷道淨空專案」，並且購置小型消防水車。內政部於同年12月頒布指導原則，針對救災空間的管制，責成所屬機關執行。臺灣其它縣市政府自此事後加強管制狹窄巷弄停車，以求維持消防通道暢行。

### 修訂建築技術規則
大囍市火災揭露了中高層住宅建築在消防安全方面的不足。內政部營建署在2005年修正《建築技術規則》，規範八層以上住宅建築須設置兩座安全梯。加強設置逃生與消防設施，間接地調高了住宅公設比。